# Schlumbergerites
Schlumbergerites is een geslacht van uitgestorven zeekomkommers die leefden in het Trias, in het huidige Polen.

## Soorten
- Schlumbergerites sievertsae Deflandre-Rigaud, 1962 † (typesoort)